# 1916 (szám)
Az 1916 (római számmal: MCMXVI) az 1915 és 1917 között található természetes szám.

## A matematikában
A tízes számrendszerbeli 1916-os a kettes számrendszerben 11101111100, a nyolcas számrendszerben 3574, a tizenhatos számrendszerben 77C alakban írható fel.
Az 1916 páros szám, összetett szám. Kanonikus alakja 22 · 4791, normálalakban az 1,916 · 103 szorzattal írható fel. Hat osztója van a természetes számok halmazán, ezek növekvő sorrendben: 1, 2, 4, 479, 958 és 1916.
Az 1916 egyetlen szám valódiosztóösszeg-függvényeként áll elő, ez a 3826.